# David Logan
David Kyle Logan (Chicago, 26 dicembre 1982) è un ex cestista statunitense naturalizzato polacco, di ruolo play e guardia.

## Carriera

### High school e college
David Logan ha frequentato la North Central High School di Indianapolis.
Frequenta l'Università di Indianapolis e nel suo anno da senior segna 28,6 punti di media facendogli guadagnare il titolo di Giocatore dell'anno della NCAA II. Termina la carriera universitaria con 2.532 punti segnati, primo nella speciale classifica della propria università.

### Professionista

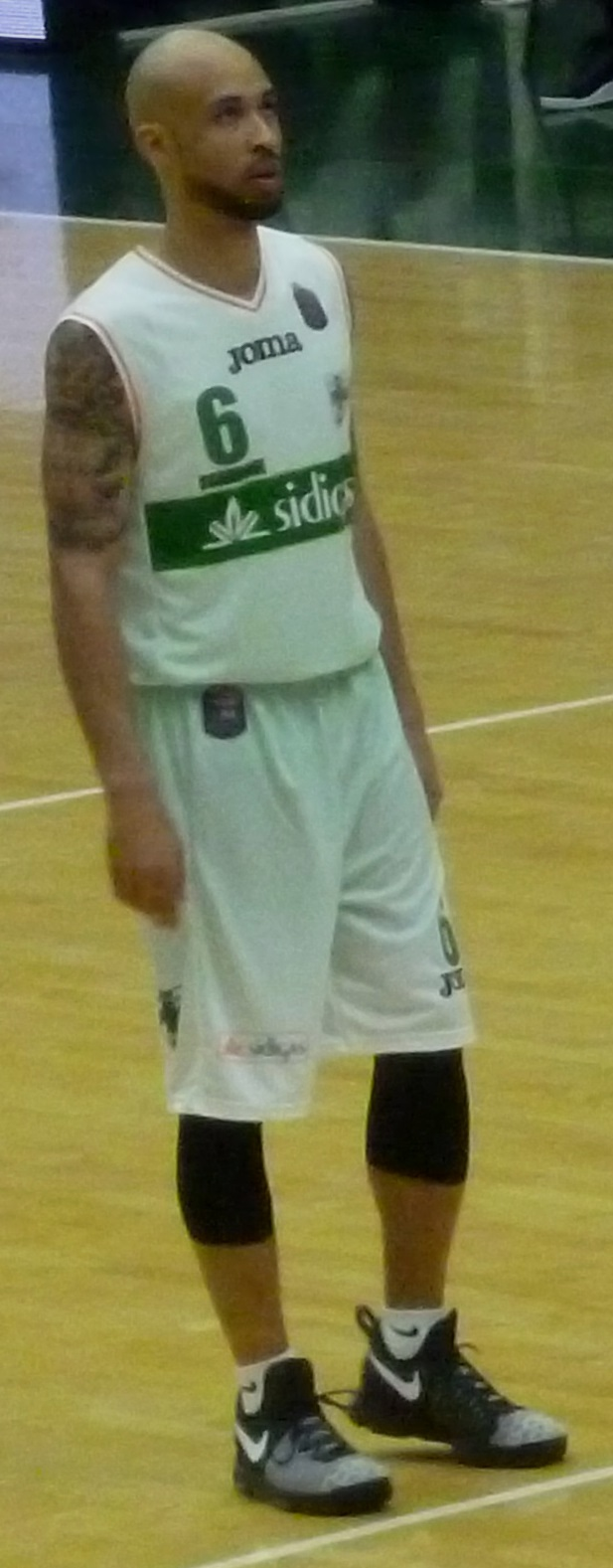
Logan in campo durante Avellino-Varese del marzo 2017.

Inizia la carriera professionistica in Italia, firmando nell'estate del 2005 per la Nuova Pallacanestro Pavia militante in Legadue. A dicembre, dopo aver segnato 205 punti in 12 incontri, si trasferisce in Israele dove gioca nel Ramat HaSharon.
Al termine della stagione torna negli U.S.A. dove firma per i Fort Worth Flyers nella NBA D-League. Per i texani gioca solamente sette partite mettendo a referto 25 punti, 5 assist e 5 rimbalzi. Termina la stagione in Polonia nello Starogard Gdański
militante nella PLK, segnando a referto 15,2 punti, 2,2 assist e 4,1 rimbalzi in 14 gare disputate. Per la stagione seguente firma, sempre in Polonia, con il  Turów Zgorzelec con i quali, mette a referto 18,8 punti, 2,2 assist e 2,9 rimbalzi in 35 incontri di campionato, venendo nomminato MVP dello stesso, e 18,6 punti, 1,5 assist e 2,5 rimbalzi in Eurocup.
Nelle due stagioni successive gioca nelle file del Arka Gdynia(fino al 2009 denominata Prokom Sopot), sempre in Polonia, con la quale si aggiudica per due volte il campionato e arriva in finale di Coppa. Chiude l'avventura polacca con 17,8 punti, 4,1 assist e 3,0 rimbalzi in 76 partite di campionato e con 15,9 punti, 3,1 assist e 2,7 rimbalzi in 35 partite di Eurolega.
Il 2 luglio 2010 firma per gli spagnoli del Saski Baskonia. Con i baschi chiude la stagione con 7,7 punti, 1,2 assist e 1,2 rimbalzi in 37 partie di Liga ACB e con 10 punti, 2,4 assist e 1,6 rimbalzi in Eurolega.
Nell'agosto successivo firma un contratto annuale con il Panathīnaïkos col quale mette a referto 8,8 punti, 1,3 assist e 1,2 rimbalzi in 33 partite giocate in A1 Ethniki e 6,5 punti, 1,0 assist e 0,9 rimbalzi in Eurolega. Con la squadra greca si aggiudica la Coppa di Grecia e raggiunge le Final four di Eurolega.
Nel luglio seguente firma per il Maccabi Tel Aviv. Al suo ritorno in terra di Israele vince la Coppa nazionale a cui si aggiungono 9,9 punti, 1,7 assist e 1,9 rimbalzi di A1 Ethniki in 34 partite, oltre a 10,6 punti, 1,2 assist e 2,3 rimbalzi in 27 match di Eurolega.
Nell'estate del 2013 si trasferisce in Germania nell'Alba Berlino e anche qui conquista la Coppa nazionale, raggiunge la finale del campionato e i quarti di finale di Eurocup. Chiude l'avventuara tedesca con 12,7 punti, 2,5 assist e 2,7 rimbalzi in 42 incontri di campionato oltre a 13,7 punti, 2,5 assist e 2,0 rimbalzi nella seconda competizione europea.
Il 5 luglio 2014 firma per la Dinamo Sassari tornando a giocare in Italia dove la sua carriera professionistica era iniziata. Sulla scelta di firmare il giocatore influirono le buone prestazioni fatte proprio contro la Dinamo durante l'Eurocup della passata stagione. Con la nuova maglia conquista subito la Supercoppa (11 punti e 5,5 assist di media) e, nel mese di febbraio 2015, la Coppa Italia, di cui viene nominato MVP.
Completa lo storico triplete della società sarda con la vittoria dello scudetto, di cui è protagonista in più occasioni, dai 27 punti di gara 4 contro Trento ai quarti, ai 7 punti durante il supplementare in gara 7 di semifinale contro Milano, fino alle triple di gara 6 di finale contro Reggio Emilia, che vede la vittoria della Dinamo dopo tre supplementari.
Per l'anno successivo viene confermato da Sassari, pur restando l'unico giocatore del quintetto base della precedente stagione. La società decide quindi di costruire la nuova squadra proprio attorno a Logan, indiscusso leader realizzativo in campo. Nonostante egli migliori le sue statistiche rispetto alla precedente stagione (17 punti di media in stagione regolare col 41,8% da tre rispetto ai 16,8 e al 41,2 del 2014/15), la squadra non ottiene risultati paragonabili a quelli dell'anno prima, anzi esce sconfitta nel primo turno dei play-off con un sonoro 0-3 ad opera di Reggio Emilia.
Nell'estate 2016, lasciata la Sardegna, si trasferisce in Lituania al Rytas Vilnius.
Il 16 febbraio 2017 viene ufficializzato il suo trasferimento alla Scandone Avellino.
Il 9 febbraio 2019 firma con Treviso in Serie A2, tornando dunque in Italia dopo la breve parentesi in Corea del Sud. Logan non militava nella seconda serie italiana dal 2005, quando era a Pavia. Il 3 marzo 2019 vince, con la società trevigiana, la Coppa Italia di Serie A2, venendo anche nominato MVP del torneo. Ha un ruolo fondamentale anche nella vittoria dei play-off che valgono la promozione in LBA: in gara 3 di finale contro Capo d'Orlando segna ben 36 dei 76 punti complessivi di Treviso. Nominato MVP delle finali, a luglio 2019 gli viene esteso il contratto per disputare con la società veneta altre due stagioni.
Nel luglio 2021 inizia ufficialmente la sua seconda parentesi personale alla Dinamo Sassari, la quale in questo caso dura solo una stagione.
Il 13 ottobre 2022, a campionato già iniziato da due giornate, approda allo Scafati Basket neopromosso in Serie A. Con i suoi 18,4 punti di media e il 40,9% da tre, è uno dei fattori per il raggiungimento della salvezza dei campani. Nelle ultime tre decisive giornate del campionato, per esempio, il quarantenne Logan guida i gialloblu alle due fondamentali vittorie su Verona (31 punti con 9/12 da tre alla terzultima giornata) e Brescia (30 punti con 7/10 da tre e 7/7 ai liberi all'ultima giornata).
Raggiunta la salvezza con Scafati, nel maggio 2023 scende in Serie A2 per unirsi alla Pallacanestro Cantù per la sola fase play-off. In Brianza ritrova coach Romeo Sacchetti con cui anni prima aveva conquistato lo scudetto e la Coppa Italia.

## Statistiche

### Eurolega
| Anno      | Squadra          | PG  | PT | MP   | TC%  | 3P%  | TL%  | RP  | AP  | PRP | SP  | PP   |
| --------- | ---------------- | --- | -- | ---- | ---- | ---- | ---- | --- | --- | --- | --- | ---- |
| 2008-2009 | Arka Gdynia      | 15  | 15 | 34,3 | 40,2 | 33,7 | 78,6 | 2,7 | 2,7 | 2,7 | 0,3 | 16,9 |
| 2009-2010 | Arka Gdynia      | 20  | 20 | 36,4 | 45,3 | 33,1 | 62,5 | 2,6 | 3,4 | 1,6 | 0,2 | 15,3 |
| 2010-2011 | Saski Baskonia   | 19  | 11 | 22,9 | 41,5 | 39,8 | 73,5 | 1,6 | 2,4 | 0,8 | 0,1 | 10,0 |
| 2011-2012 | Panathīnaïkos    | 21  | 5  | 15,0 | 43,8 | 31,7 | 70,6 | 0,9 | 1,0 | 1,0 | 0,1 | 6,5  |
| 2012-2013 | Maccabi Tel Aviv | 27  | 0  | 24,9 | 49,3 | 43,4 | 64,0 | 2,3 | 1,2 | 1,1 | 0,3 | 10,6 |
| 2014-2015 | Dinamo Sassari   | 10  | 9  | 29,1 | 35,0 | 33,3 | 69,2 | 2,1 | 2,8 | 2,3 | 0,0 | 11,9 |
| 2015-2016 | Dinamo Sassari   | 8   | 8  | 27,6 | 35,2 | 29,6 | 84,6 | 1,2 | 2,9 | 2,0 | 0,1 | 11,4 |
| Carriera  | Carriera         | 120 | 68 | 26,5 | 42,5 | 36,0 | 70,5 | 2,0 | 2,2 | 1,5 | 0,2 | 11,5 |

### Eurocup
| Anno      | Squadra         | PG | PT | MP   | TC%  | 3P%  | TL%  | RP  | AP  | PRP | SP  | PP   |
| --------- | --------------- | -- | -- | ---- | ---- | ---- | ---- | --- | --- | --- | --- | ---- |
| 2007-2008 | Turów Zgorzelec | 15 | 15 | 36,0 | 43,5 | 34,4 | 68,3 | 2,5 | 1,5 | 2,2 | 0,1 | 18,6 |
| 2013-2014 | Alba Berlino    | 18 | 18 | 25,8 | 48,3 | 45,1 | 89,7 | 2,0 | 1,6 | 1,4 | 0,2 | 13,7 |
| 2014-2015 | Dinamo Sassari  | 6  | 6  | 29,3 | 45,0 | 33,3 | 72,2 | 3,2 | 2,7 | 1,7 | 0,0 | 16,5 |
| 2015-2016 | Dinamo Sassari  | 6  | 6  | 29,7 | 35,3 | 37,5 | 100  | 2,8 | 2,2 | 1,0 | 0,0 | 12,3 |
| 2016-2017 | Rytas Vilnius   | 14 | 14 | 32,7 | 45,4 | 37,5 | 84,6 | 2,8 | 5,8 | 1,7 | 0,2 | 18,1 |
| Carriera  | Carriera        | 59 | 59 | 30,8 | 44,6 | 38,0 | 80,4 | 2,5 | 2,7 | 1,7 | 0,1 | 16,1 |

## Palmarès

### Squadra
- Campionato polacco: 2

Prokom Sopot: 2008-2009
Prokom Gdynia: 2009-2010
- Campionato italiano: 1

Dinamo Sassari: 2014-2015
- Coppa di Grecia: 1

Panathinaikos: 2011-2012
- Coppa di Israele: 1

Maccabi Tel Aviv: 2012-2013
- Coppa di Germania: 1

Alba Berlino: 2014
- Coppa Italia: 1

Dinamo Sassari: 2015
- Coppa di Francia: 1

Strasburgo: 2017-2018
- Coppa di Lega israeliana: 1

Maccabi Tel Aviv: 2012
- Supercoppa tedesca: 1

Alba Berlino: 2013
- Supercoppa italiana: 1

Dinamo Sassari: 2014
- Coppa Italia LNP: 1

Treviso Basket: 2019

### Individuale
- Polska Liga Koszykówki MVP: 1

Turów Zgorzelec: 2007-2008
- MVP Coppa di Lega israeliana: 1

Maccabi Tel Aviv: 2012
- MVP Coppa Italia Serie A: 1

Dinamo Sassari: 2015
- MVP Coppa di Francia: 1

Strasburgo: 2017-2018
- MVP Coppa Italia Lega Nazionale Pallacanestro: 1

Treviso Basket: 2019